# Gummakal, Mulbagal
Gummakal là một làng thuộc tehsil Mulbagal, huyện Kolar, bang Karnataka, Ấn Độ.